# Albert (pel·lícula)
Albert és una pel·lícula d'animació danesa del 2015 escrita i dirigida per Karsten Kiilerich. El 2016 es van estrenar les versions doblada i subtitulada al català amb la distribució de Paycom Multimedia. El 2023 es va estrenar el doblatge en aragonès, cosa que el va convertir en el primer llargmetratge doblat a aquesta llengua.

## Sinopsi
L'Albert és un nen espavilat i molt, molt entremaliat. Fent disbarats destrossa l'estàtua principal del poblet on viu, Kalleby, i no se li acut altra cosa que robar un diamant per poder comprar un globus aerostàtic i posar-lo al lloc de l'estàtua trencada.